# Ряботенко Олександр Іванович
Олександр Іванович Ряботенко (1896 — 1938) — співробітник рядянських органів охорони правопорядку, старший майор міліції (1936).

## Життєпис
Народився в Києві в родині робітника-кухаря. Українець. Освіта середня: закінчив міське училище імені Жуковського у Києві. Згодом продовжив навчання у київській гімназії в Києві (закінчив 6 класів).
З вересня 1912 р. по лютий 1915 р. — чорнороб, конторський учень в панському маєтку, с. Ровчан Чернігівської губернії.
У 1915 р. закінчив Житомирську школу прапорщиків. У лютому-вересні 1915 р. — рядовий та молодший офіцер 174-го Роменського стрілецького полку.
З вересня 1915 р. по серпень 1919 р. — військовополонений в Німеччині.
У серпні-грудні 1919 р. — командир роти 53-го батальйону ВОХР (м. Москва). У грудні 1919 р. — 1920 — командир батальйону 1-го Українського полку. Член ВКП(б) з квітня 1920 р. У 1920 р. — квітні 1921 р. — командир батальйону 3-го запасного полку.
З травня 1921 р.– командир-військком 9-го полку особливого призначення (м. Маріуполь). З 1921 р. — начальник міліції Кременчуцької губернії. З листопада 1922 р. — начальник міліції Кременчуцького повіту. З березня 1923 р. — начальник міліції Роменської округи. З червня 1925 р. — начальник міліції Лубенської округи.
З квітня 1927 р. — начальник Всеукраїнської школи міліції.
З березня 1932 р. — начальник міліції Харківської області. З березня 1934 р. — начальник міліції Київської області. З 13 липня 1934 р. — начальник УРСМ НКВС Київської області. З 14 серпня 1937 р. — начальник УРСМ НКВС Донецької області.
У лютому 1938 року зарештований. Засуджений до розстрілу з конфіскацією майна.
Розстріляний 26 вересня 1938 року у м. Києві.

## Відзнаки
- Орден Трудового Червоного Прапора УСРР (9.11.1932)[1]
- Почесний працівник робітничо-селянської міліції (1933)
- Почесний працівник ВЧК-ДПУ (XV) (17.11.1937)